# Liste der Naturschutzgebiete im Landkreis Rhön-Grabfeld
Im Landkreis Rhön-Grabfeld gibt es 20 Naturschutzgebiete. Zusammen nehmen sie eine Fläche von 5369 Hektar ein. Das größte Naturschutzgebiet ist das 1982 eingerichtete Naturschutzgebiet Lange Rhön.
| Name                                                       | Bild | Kennung                   | Kreis                                            | Einzelheiten                                                              | Position | Fläche Hektar | Datum |
| ---------------------------------------------------------- | ---- | ------------------------- | ------------------------------------------------ | ------------------------------------------------------------------------- | -------- | ------------- | ----- |
| Altenburg bei Trappstadt                                   |      | NSG-00387.01 WDPA: 162109 | Landkreis Rhön-Grabfeld                          |                                                                           | ⊙        | 253,29        | 1991  |
| Dünsberg                                                   |      | NSG-00537.01 WDPA: 162824 | Landkreis Rhön-Grabfeld                          |                                                                           | ⊙        | 75,39         | 1942  |
| Feuchtbereiche am Steizbrunn-Graben                        | BW   | NSG-00505.01 WDPA: 163050 | Landkreis Rhön-Grabfeld                          |                                                                           | ⊙        | 99,06         | 2000  |
| Gangolfsberg                                               |      | NSG-00065.01 WDPA: 81711  | Landkreis Rhön-Grabfeld                          |                                                                           | ⊙        | 182,6         | 1952  |
| Hubholz bei Mühlfeld                                       | BW   | NSG-00390.01 WDPA: 163808 | Landkreis Rhön-Grabfeld                          |                                                                           | ⊙        | 86,25         | 1991  |
| Lange Rhön                                                 |      | NSG-00152.01 WDPA: 7005   | Landkreis Rhön-Grabfeld                          |                                                                           | ⊙        | 3.292,25      | 1982  |
| Mühlwiesen im Elsbachtal                                   | BW   | NSG-00459.01 WDPA: 164728 | Landkreis Rhön-Grabfeld                          |                                                                           | ⊙        | 70,55         | 1993  |
| Naturwaldreservat Eisgraben                                | BW   | NSG-00590.01 WDPA: 318831 | Landkreis Rhön-Grabfeld                          |                                                                           | ⊙        | 29,93         | 2001  |
| Naturwaldreservat Nesselsee                                |      | NSG-00592.01 WDPA: 318836 | Landkreis Rhön-Grabfeld                          |                                                                           | ⊙        | 51,5          | 2001  |
| Naturwaldreservat Schloßberg                               | BW   | NSG-00591.01 WDPA: 318837 | Landkreis Rhön-Grabfeld                          |                                                                           | ⊙        | 28,74         | 2001  |
| Nesselgrund                                                |      | NSG-00248.01 WDPA: 164776 | Landkreis Rhön-Grabfeld                          |                                                                           | ⊙        | 9,88          | 1985  |
| Poppenholz                                                 | BW   | NSG-00386.01 WDPA: 165021 | Landkreis Rhön-Grabfeld                          |                                                                           | ⊙        | 210,36        | 1991  |
| Saalewiesen zwischen Bad Neustadt und Salz                 |      | NSG-00567.01 WDPA: 319032 | Landkreis Rhön-Grabfeld                          |                                                                           | ⊙        | 152,9         | 1999  |
| Sinnquellgebiet und Arnsbergsüdhang                        | BW   | NSG-00352.01 WDPA: 165580 | Landkreis Rhön-Grabfeld                          |                                                                           | ⊙        | 161,24        | 1989  |
| Steinberg und Wein-Berg                                    | BW   | NSG-00342.01 WDPA: 165681 | Landkreis Rhön-Grabfeld                          |                                                                           | ⊙        | 302,77        | 1989  |
| Trockengebiete nordwestlich Mittelstreu                    | BW   | NSG-00744.01 WDPA: 378363 | Landkreis Rhön-Grabfeld                          |                                                                           | ⊙        | 268,54        | 2010  |
| Trockenhänge bei Unsleben                                  |      | NSG-00336.01 WDPA: 165954 | Landkreis Rhön-Grabfeld                          |                                                                           | ⊙        | 40,89         | 1988  |
| Trockenrasen am Kapellenberg                               |      | NSG-00388.01 WDPA: 165958 | Landkreis Rhön-Grabfeld                          |                                                                           | ⊙        | 26,88         | 1991  |
| Weyhershauk                                                |      | NSG-00249.01 WDPA: 166281 | Landkreis Rhön-Grabfeld                          |                                                                           | ⊙        | 26,3          | 1985  |
| Kernzonen im bayerischen Teil des Biosphärenreservats Rhön | BW   | NSG-00751.01              | Landkreis Bad Kissingen, Landkreis Rhön-Grabfeld | Landkreis Bad Kissingen: 2106,848 ha Landkreis Rhön-Grabfeld: 1.377,57 ha | ⊙        | 3.484.427     | 2013  |
| Legende für Naturschutzgebiet                              |      |                           |                                                  |                                                                           |          |               |       |